# Rosa Rodríguez (primera dama)
Rosa Ester Rodríguez Velasco (Santiago, 30 de agosto de 1872-6 de noviembre de 1936) fue ama de casa chilena, cónyuge del presidente Arturo Alessandri Palma, sirviendo como primera dama bajo dos de sus tres mandatos.

## Biografía

### Primeros años de vida
Hija de José Antonio Rodríguez Velasco y Antonia Velasco Pérez-Cotapos. Descendiente de familias del viejo abolengo colonial, fue nieta del ministro de Hacienda de Bernardo O'Higgins, José Antonio Rodríguez Aldea. Fue la hija mayor de sus siete hermanos.

### Matrimonio e hijos
Su matrimonio con el abogado y futuro presidente de Chile, Arturo Alessandri Palma, fue en julio de 1893. De esta unión nacieron nueve hijos: Arturo, Rosa Ester, Jorge, Fernando, Hernán, Eduardo, Marta y Mario.

### Primera dama de Chile
Como cónyuge de Arturo Alessandri, quien ocupó tres veces la presidencia, también ella fue primera dama en tres ocasiones, siendo pocos los casos (tales como Graciela Letelier, cónyuge de Carlos Ibáñez del Campo  y Cecilia Morel conyúge del reelecto Sebastián Piñera) en ocupar dicho puesto más de una vez.
Rosa Rodríguez falleció el 6 de noviembre de 1936. Su tumba se encuentra en el Cementerio General de Santiago.